# Chors

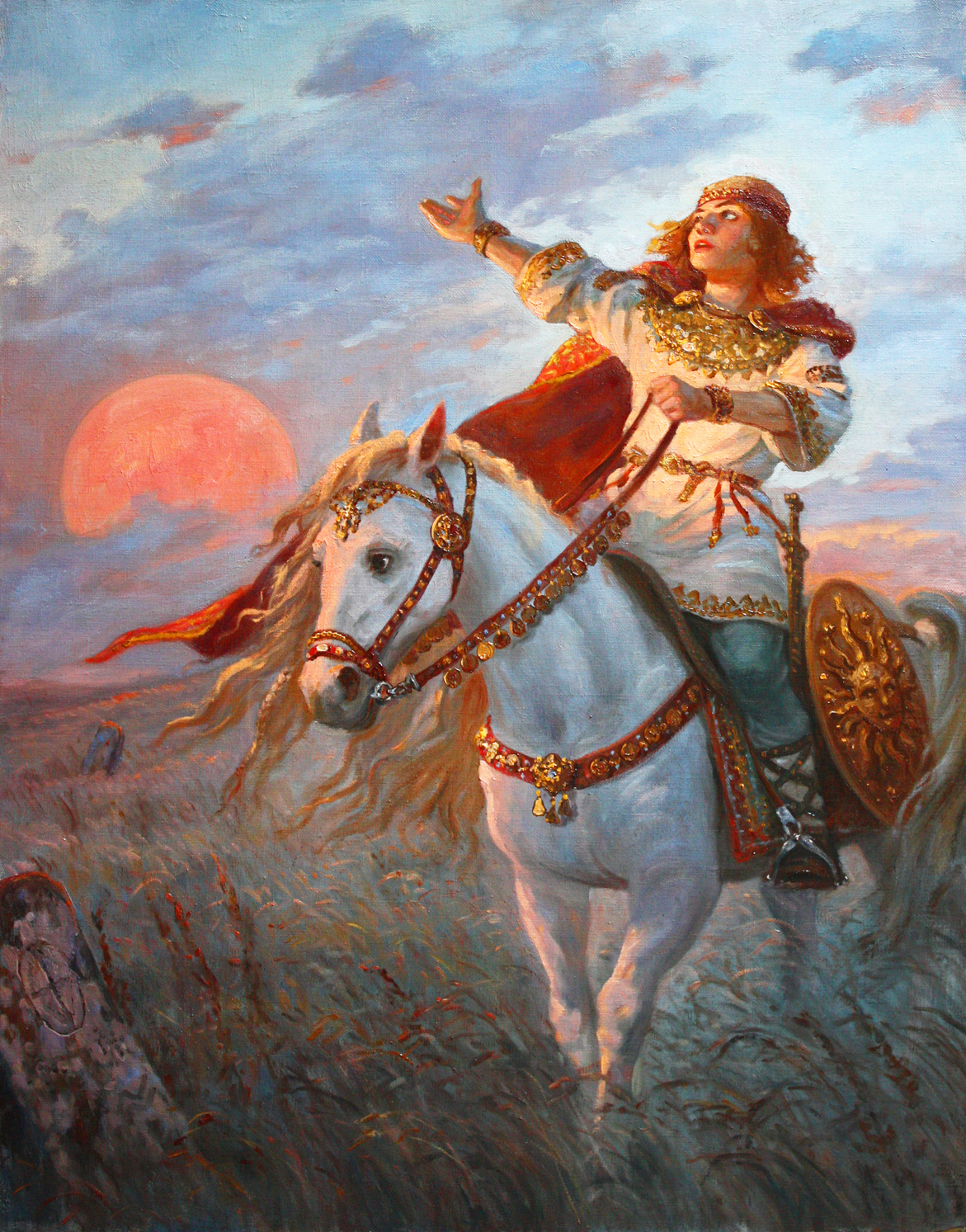
Chors od Andreje Šiškina, 2015

Chors je východoslovanský bůh, jehož idol stál společně s idoly dalších božstev takzvaného Vladimírova panteonu v Kyjevě. Nejčastěji je vykládán jako solární božstvo a ztotožňován s Dažbogem, přičemž jeho jméno je vykládáno jako neslovanské, pravděpodobně pocházející z íránských jazyků. Menšina badatelů vykládá Chorse jako měsíční božstvo.

## Písemné zdroje
Nejstarší zmínka o Chorsovi pochází z Pověsti dávných let z 12. století, jež uvádí výčet božstev jejich sochy vztyčil kníže Vladimír v Kyjevě:
| „ | A postavil na návrší vně opevněného dvorce modly: Perunovi ze dřeva, hlavu jeho ze stříbra a vous ze zlata; také Chorsovi Dažbogovi, Stribogovi, Simarglovi a Mokoši. | “ |

V Životě svatého Vladimíra se objevuje ve výčtu jmen božstev Chors a Dažbog jako dvě samostatné bytosti, ale jedná se nejspíše o přejímku z Pověsti dávných let.

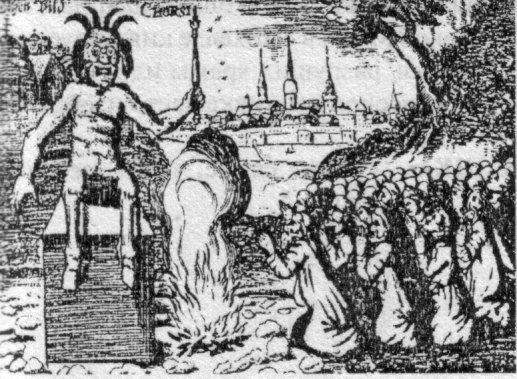
Křesťanská propaganda varující před uctíváním Chorse

Společně s Perunem uvádějí Chorse, ale i další božstva i různá kázání a apokryfní texty z 12. či 13. století: Kázání jakéhosi milovníka Krista, Kázání svatého Řehoře Bohoslovce, Sestup Bohorodičky do podsvětí a Kázání a zjevení svatých apoštolů. Ve všech případech jádro těchto výčtů božstev vychází z Pověsti dávných let. Poslední dva jmenované texty vykládají slovanská božstva euhemeristicky, Kázání a zjevení svatých apoštolů přitom označuje Chorse dávného člověka z Kypru. Pouze s Perunem pak se Chors objevuje v apokryfním textu Beseda tří světců, jež uvádí že existují dva hromoví andělé: hélenský Perun a židovský Chors.
Epos Slovo o pluku Igorově, pravděpodobně z konce 12. století, o Chorsovi uvádí:
| „ | Kníže Vseslav (...) sám v noci jako vlk běhal: z Kyjeva doběhl před kuropěním do Tmutorokaně, velikému Chrъsovi jako vlk cestu zkřížil. | “ |

## Hypotézy

### Solární božstvo

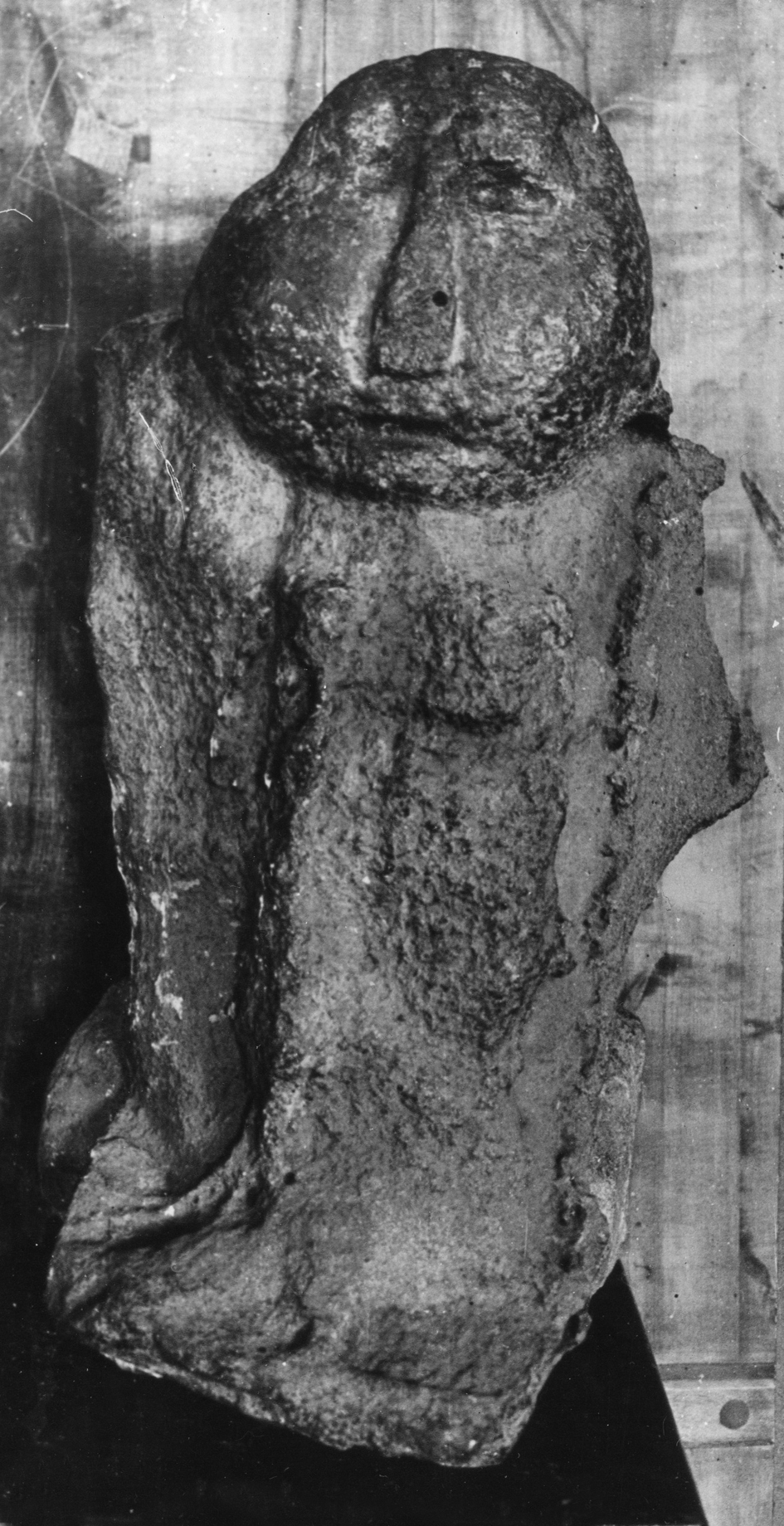
Kamenná stéla (bába) nalezená nedaleko Pskova, jež archeolog A. Kirpičnikov interpretuje jako idol Chorse-Dažboga

Chorsovo jméno je zpravidla vykládáno jako neslovanské, nejčastěji íránské, a v souvislosti s předpokládanou solární povahou tohoto božstva. Tato hypotéza převládá již od 19. století a zastával jí například Karel Jaromír Erben, Vsevolod Miller, Vatroslav Jagić,, Lubor Niederle, Roman Jakobson nebo Henryk Łowmiański. Tito badatelé zároveň Chorse ztotožňují s dalším slunečním božstvem – Dažbogem, a to především na základě faktu že v nejstarším rukopisu mezi oběma božstvy chybí tečka a spojka.
Jméno Chors bylo spojováno především s avestánským hvar chšaéta „zářící“, jež také označuje sluneční božstvo, a z něj odvozeným perským Choršíd/Churšíd. Tento výklad však naráží na problém že v takovém případě by nejspíše byla zachována skupina -rš-, podobně jako v ruských slovech perského původu jako aršín či koršun. Z těchto důvodů vychází jméno Chors spíše z taktéž íránského sarmato-osetinského *chors/churs, jež mělo také pravděpodobně sluneční konotace. Převzetí teonyma od Osetinců, respektive Alanů, spíše než z Persie, je také pravděpodobnější z geografických důvodů. Přijetí Chorse do slovanského panteonu může souviset s předpokládanými íránskými, konkrétně sarmatsko-alanskými, vlivy na etnogenezi Slovanů.
Lingvista Constantine Borissoff naproti tomu předpokládá základ Chorsova jména až z praindoevropského kořene *ǵher(H)- „těšit se, radovat se“, jež se ozývá například v ruském chorošij „dobrý“. Sémantiku tohoto kořene spojuje s vztyčováním a nabýváním na objemu a Chorse vykládá jako „slunečního plodnostního hrdinu“ analogického řeckému Dionýsovi a Adónidovi, ale také pruskému plodnostnímu božstvu Curcho.

### Lunární božstvo
Pasáž ze Slova o pluku Igorově o nočním skřížení Chorsovy cesty knížetem Vseslavem měnícím se ve vlka vedla některé badatele k výkladu Chorse jako lunárního božstva. Aleksander Brückner tomto duchu vyložil jeho jméno z praslovanského *kъrs, jež spojil například se staročeským krsati „ubývat, zmenšovat“ a jméno Chors by tak souviselo s ubývajícím měsícem. Tato etymologie však byla přijata pouze sporadicky. Problematické je především to že z *kъrsъ vychází ruské korsokъ, tudíž počáteční „ch“ v Chorsově jméně by pak nedávalo smysl. Pasáž ze Slova o pluku Igorově je pak vykládáno tak že kníže Vseslav doběhl dříve než slunce – Chors vyšlo.

### Místní jména
S Chorsem jsou taktéž spojována některá místní a osobní jména: bulharské Хърсово (Chrsovo) jež je jménem několika obcí, srbské osobní jméno Хрс (Chrs)/Хрсовик (Chrsovik), v Rusku pak toponyma jako „Chorsova rokle/bažina“. Jméno Chrs však pravděpodobně vychází z jména Christofor – Kryštof, a tentýž původ mohou mít ostatní jména.

## Populární kultura
Amatérský badatel Josef Růžička na počátku 20. století spojoval jméno Chors s českým chrsnouti a choroš, ruským chorošij „dobrý“ a bulharským choriště „místo kde tancují víly“.
V české a slovenské fantasy literatuře se však Chors zpravidla objevuje jako měsíční bohyně, ač je jméno Chors bezpochyby mužského rodu, a navíc je jí často připisována lesbická orientace. Pramenem této představy o tomto božstvu je pravděpodobně pohádková kniha Ivana Hudce Báje a mýty starých Slovanů, objevuje se také v sérii Černokněžník Juraje Červeňáka a v knize Perunova krev Františka Kotlety.